# Wahlkreis Finchley
Der Wahlkreis Finchley war von 1918 bis 1997 ein Wahlkreis (englisch constituency) für die Wahl eines Abgeordneten des britischen Unterhauses (House of Commons).

## Ergebnisse (seit 1945)

### Parlamentswahl 1945
| Kandidaten           | Kandidaten      | Parteien           | Stimmen | %    |
| -------------------- | --------------- | ------------------ | ------- | ---- |
|                      | John Crowder    | Conservative Party | 24.256  | 48,5 |
|                      | Cyril Lacey     | Labour Party       | 18.611  | 37,2 |
|                      | David Goldblatt | Liberal Party      | 7.164   | 14,3 |
| Gesamt               | Gesamt          | Gesamt             | 50.031  | 100  |
|                      |                 |                    |         |      |
| Quelle: UK Parlament |                 |                    |         |      |

### Parlamentswahl 1950
| Kandidaten           | Kandidaten       | Parteien           | Stimmen | %    |
| -------------------- | ---------------- | ------------------ | ------- | ---- |
|                      | John Crowder     | Conservative Party | 32.262  | 52,9 |
|                      | Dorothy Pickles  | Labour Party       | 19.683  | 32,2 |
|                      | Andrew McFadyean | Liberal Party      | 9.094   | 14,9 |
| Gesamt               | Gesamt           | Gesamt             | 61.039  | 100  |
|                      |                  |                    |         |      |
| Quelle: UK Parlament |                  |                    |         |      |

### Parlamentswahl 1951
| Kandidaten           | Kandidaten       | Parteien           | Stimmen | %    |
| -------------------- | ---------------- | ------------------ | ------- | ---- |
|                      | John Crowder     | Conservative Party | 33.308  | 54,9 |
|                      | Jack Ashley      | Labour Party       | 20.520  | 33,8 |
|                      | Walter John Done | Liberal Party      | 6.853   | 11,3 |
| Gesamt               | Gesamt           | Gesamt             | 60.681  | 100  |
|                      |                  |                    |         |      |
| Quelle: UK Parlament |                  |                    |         |      |

### Parlamentswahl 1955
| Kandidaten           | Kandidaten        | Parteien           | Stimmen | %    |
| -------------------- | ----------------- | ------------------ | ------- | ---- |
|                      | John Crowder      | Conservative Party | 30.233  | 54,6 |
|                      | Terence Lancaster | Labour Party       | 17.408  | 31,4 |
|                      | Manuela Sykes     | Liberal Party      | 7.775   | 14,0 |
| Gesamt               | Gesamt            | Gesamt             | 55.416  | 100  |
|                      |                   |                    |         |      |
| Quelle: UK Parlament |                   |                    |         |      |

### Parlamentswahl 1959
| Kandidaten           | Kandidaten        | Parteien           | Stimmen | %    |
| -------------------- | ----------------- | ------------------ | ------- | ---- |
|                      | Margaret Thatcher | Conservative Party | 29.697  | 53,2 |
|                      | Eric Deakins      | Labour Party       | 13.437  | 24,1 |
|                      | Henry Ivan Spence | Liberal Party      | 12.701  | 22,7 |
| Gesamt               | Gesamt            | Gesamt             | 55.835  | 100  |
|                      |                   |                    |         |      |
| Quelle: UK Parlament |                   |                    |         |      |

### Parlamentswahl 1964
| Kandidaten           | Kandidaten              | Parteien           | Stimmen | %    |
| -------------------- | ----------------------- | ------------------ | ------- | ---- |
|                      | Margaret Thatcher       | Conservative Party | 24.591  | 46,6 |
|                      | John Pardoe             | Liberal Party      | 15.789  | 29,9 |
|                      | Albert Edward Tomlinson | Labour Party       | 12.408  | 23,5 |
| Gesamt               | Gesamt                  | Gesamt             | 52.788  | 100  |
|                      |                         |                    |         |      |
| Quelle: UK Parlament |                         |                    |         |      |

### Parlamentswahl 1966
| Kandidaten           | Kandidaten        | Parteien           | Stimmen | %    |
| -------------------- | ----------------- | ------------------ | ------- | ---- |
|                      | Margaret Thatcher | Conservative Party | 23.968  | 46,5 |
|                      | Yvonne Sieve      | Labour Party       | 14.504  | 28,1 |
|                      | Frank Davis       | Liberal Party      | 13.070  | 25,4 |
| Gesamt               | Gesamt            | Gesamt             | 51.542  | 100  |
|                      |                   |                    |         |      |
| Quelle: UK Parlament |                   |                    |         |      |

### Parlamentswahl 1970
| Kandidaten           | Kandidaten        | Parteien           | Stimmen | %    |
| -------------------- | ----------------- | ------------------ | ------- | ---- |
|                      | Margaret Thatcher | Conservative Party | 25.480  | 53,8 |
|                      | Michael Freeman   | Labour Party       | 14.295  | 30,2 |
|                      | Graham Mitchell   | Liberal Party      | 7.614   | 16,1 |
| Gesamt               | Gesamt            | Gesamt             | 47.389  | 100  |
|                      |                   |                    |         |      |
| Quelle: UK Parlament |                   |                    |         |      |

### Parlamentswahl Februar 1974
| Kandidaten           | Kandidaten        | Parteien           | Stimmen | %    |
| -------------------- | ----------------- | ------------------ | ------- | ---- |
|                      | Margaret Thatcher | Conservative Party | 18.180  | 43,7 |
|                      | Martin O’Connor   | Labour Party       | 12.202  | 29,3 |
|                      | Laurence Brass    | Liberal Party      | 11.221  | 27,0 |
| Gesamt               | Gesamt            | Gesamt             | 41.603  | 100  |
|                      |                   |                    |         |      |
| Quelle: UK Parlament |                   |                    |         |      |

### Parlamentswahl Oktober 1974
| Kandidaten           | Kandidaten        | Parteien               | Stimmen | %    |
| -------------------- | ----------------- | ---------------------- | ------- | ---- |
|                      | Margaret Thatcher | Conservative Party     | 16.498  | 44,0 |
|                      | Martin O’Connor   | Labour Party           | 12.587  | 33,6 |
|                      | Laurence Brass    | Liberal Party          | 7.384   | 19,7 |
|                      | Janet Godfrey     | British National Front | 993     | 2,7  |
| Gesamt               | Gesamt            | Gesamt                 | 37.462  | 100  |
|                      |                   |                        |         |      |
| Quelle: UK Parlament |                   |                        |         |      |

### Parlamentswahl 1979
| Kandidaten           | Kandidaten        | Parteien               | Stimmen | %    |
| -------------------- | ----------------- | ---------------------- | ------- | ---- |
|                      | Margaret Thatcher | Conservative Party     | 20.918  | 52,5 |
|                      | Richard May       | Labour Party           | 13.040  | 32,7 |
|                      | Anthony Paterson  | Liberal Party          | 5.254   | 13,2 |
|                      | William Verity    | British National Front | 534     | 1,3  |
|                      | Elizabeth Lloyd   | Independent Democrat   | 86      | 0,2  |
| Gesamt               | Gesamt            | Gesamt                 | 39.832  | 100  |
|                      |                   |                        |         |      |
| Quelle: UK Parlament |                   |                        |         |      |

### Parlamentswahl 1983
| Kandidaten           | Kandidaten         | Parteien                            | Stimmen | %    |
| -------------------- | ------------------ | ----------------------------------- | ------- | ---- |
|                      | Margaret Thatcher  | Conservative Party                  | 19.616  | 51,1 |
|                      | Laurence Spigel    | Labour Party                        | 10.302  | 26,8 |
|                      | Margaret Joachim   | Liberal Party                       | 7.763   | 20,2 |
|                      | Simone Wilkinson   | The Ecology Party                   | 279     | 0,7  |
|                      | David Edward Sutch | Official Monster Raving Loony Party | 235     | 0,6  |
|                      | Anthony Noonan     | Ban Every Licensing Law Society     | 75      | 0,2  |
|                      | Mary Anscomb       | Rail Not Motorway                   | 42      | 0,1  |
|                      | Anthony Whitehead  | Law and Order in Gotham City        | 37      | 0,1  |
|                      | David Webb         | Anti-Censorship                     | 28      | 0,1  |
|                      | Brian Wareham      | Party of Associates with Licensees  | 27      | 0,1  |
|                      | Benjamin Wedmore   | Belgrano Blood-Hunger               | 13      | 0,0  |
| Gesamt               | Gesamt             | Gesamt                              | 38.417  | 100  |
|                      |                    |                                     |         |      |
| Quelle: UK Parlament |                    |                                     |         |      |

### Parlamentswahl 1987
| Kandidaten           | Kandidaten           | Parteien           | Stimmen | %    |
| -------------------- | -------------------- | ------------------ | ------- | ---- |
|                      | Margaret Thatcher    | Conservative Party | 21.603  | 53,9 |
|                      | John Davies          | Labour Party       | 12.690  | 31,7 |
|                      | David Howarth        | Liberal Party      | 5.580   | 13,9 |
|                      | Lord Buckethead      | Gremloid Party     | 131     | 0,3  |
|                      | Michaelle St Vincent | Gold Party         | 59      | 0,1  |
| Gesamt               | Gesamt               | Gesamt             | 40.063  | 100  |
|                      |                      |                    |         |      |
| Quelle: UK Parlament |                      |                    |         |      |

### Parlamentswahl 1992
| Kandidaten           | Kandidaten      | Parteien                            | Stimmen | %    |
| -------------------- | --------------- | ----------------------------------- | ------- | ---- |
|                      | Hartley Booth   | Conservative Party                  | 21.039  | 51,2 |
|                      | Ann Marjoram    | Labour Party                        | 14.651  | 35,7 |
|                      | Hilary Leighter | Liberal Democrats                   | 4.568   | 11,1 |
|                      | Ashley Gunstock | Green Party of England and Wales    | 564     | 1,4  |
|                      | Sally Johnson   | Official Monster Raving Loony Party | 130     | 0,3  |
|                      | James Macrae    | Natural Law Party                   | 129     | 0,3  |
| Gesamt               | Gesamt          | Gesamt                              | 41.081  | 100  |
|                      |                 |                                     |         |      |
| Quelle: UK Parlament |                 |                                     |         |      |